# Condado de las Lagunas
El condado de las Lagunas es un título nobiliario español creado el 1 de marzo de 1715 por el rey Felipe V a favor de Nicolás Felipe de Ontañón Lastra y Romo de Córdoba con el vizcondado previo de Las Lagunas. El condado fue concedido a Ontañón por "sus méritos y conocida calidad".

## Condes de las Lagunas
|                                  | Titular                                            | Periodo               |
| Creación por Felipe V            | Creación por Felipe V                              | Creación por Felipe V |
| -------------------------------- | -------------------------------------------------- | --------------------- |
| i                                | Nicolás Felipe de Ontañón Lastra y Romo de Córdoba | 1715-1719             |
| ii                               | Simón de Ontañón y Ximénez de Lobatón              | 1719-1742             |
| iii                              | María Nicolasa Ontañón y Valverde                  | 1742-1808             |
| iv                               | José Juan Vásquez de Velasco y Ontañón Valverde    | 1808-1838             |
| v                                | Gaspar Vásquez de Velasco y de la Puente           |                       |
| Rehabilitación por Juan Carlos I |                                                    |                       |
| vii                              | Fernando de Trazegnies Granda                      | 1984-2018             |
| vii                              | Gilles Othon de Trazegnies y Álvarez-Calderón      | 2018-                 |

## Historia de los condes de las Lagunas
- i conde: Nicolás Felipe Guillermo de Ontañón Lastra y Romo de Córdoba (Quito, 1690-Popayán, 1719). Fue general de Caballería de Quito y gobernador de Popayán.

1. Casó con María Ambrosia Jiménez de Lobatón y Azaña. Le sucedió su hijo:

- ii conde: Simón de Ontañón y Ximénez de Lobatón (Lima, 1717-1742). Fue regente del Tribunal de Cuentas de Lima.

1. Casó en 1731 con la riquísima Josefa Francisca de Valverde y Costilla. Le sucedió su única hija:

- iii condesa: María Nicolasa de Ontañón y Valverde (Cusco, 1740-1808).

1. Casó en 1757 con Pablo Felipe Vásquez de Velasco y Bernaldo de Quirós. Le sucedió su hijo:

- iv conde: José Juan Vásquez de Velasco y Ontañón-Valverde (Lima, 1759-1833). Fue capitán del Regimiento de Infantería y alcalde de Lima. Fue uno de los firmantes de la Declaración de Independencia del Perú en 1821.

1. Casó en 1780 con Mariana de la Puente y Carrillo de Albornoz, sobrina del marqués de Corpa. Le sucedió su hijo:

- v conde: Gaspar Vásquez de Velasco y de la Puente (Lima, 1802-Piura, 1847). Este Conde de las Lagunas fue el que firmó, junto al general San Martín, el Acta de Independencia de Perú, el 15 de julio de 1821.

1. Casó en 1839 con Jacinta Fernández de Paredes y Carrasco, vi marquesa de Salinas, con sucesión.

Desde la muerte del v conde, el título permaneció en desuso, hasta su rehabilitación (1984) por parte de un descendiente:
Rehabilitado en 1984 por:
- vi conde: Fernando de Trazegnies y Granda, v marqués de Torrebermeja (Lima, 1935). Fue ministro de Relaciones Exteriores de Perú.

1. Casó en 1962 con Ana Teresa Thorne León y luego, en 1997, con Milagros Álvarez-Calderón y Larco. Transferido sin respetar el orden de sucesión al existir hijos de un primer matrimonio con derecho preferente, por cesión, a su hijo:

- vii conde:  Gilles Othon de Trazegnies y Álvarez-Calderón.